# Martin (Londen)
Martin is een Brits historisch merk van auto's en motorfietsen. 
De bedrijfsnaam was: Martin Cars & Motor Soundries Ltd., London, later Martin Motors, East Croydon en A.G. Miller Ltd., Martin Works, London.
Harry Martin gebruikte een deel van de werkplaats van zijn vader (die naaimachines produceerde) in Croydon. In 1904 begon hij daar een garage waarin hij auto's en motorfietsen ging verkopen. Hij bouwde toen ook al enkele auto's zelf. In 1905 verscheen er een advertentie voor een Hall & Martin-auto met een 12 pk Aster-tweecilindermotor. 
Van 1909 tot 1915 produceerde Martin motorfietsen met 198cc-Precision- en 293-, 347- en 498cc-JAP-motoren. Martin bouwde ook de 498cc-JAP-V-twin in zijn frames. In 1915 moest Martin door het uitbreken van de Eerste Wereldoorlog de productie stilleggen, maar in 1920 werd ze weer opgestart om in 1922 definitief beëindigd te worden. 
Harry Martin was al voor hij zelf motorfietsen ging produceren motorcoureur. Hij startte in de TT van Man van 1907 met een Kerry, in de TT van Man van 1909 met een BAT, in de TT van Man van 1910 met een ASL, in de TT van Man van 1911 in de Senior TT met een Singer en in de Junior TT met zijn eigen merk Martin. In de TT van Man van 1913 en de TT van Man van 1923 startte hij ook op zijn eigen motorfietsen. In 1923 deed hij nog pogingen om records te verbreken tijdens de Southern Counties Cyclists' Union meeting op Herne Hill met een Morgan-auto en een Martin-motorfiets.
- Voor andere merken met de naam Martin, zie Martin (Australië), Martin (Frankrijk) en Martin (Japan).